# Goldman Sachs
Goldman Sachs Group, «Го́лдман Сакс груп» — банк в США и один из крупнейших инвестиционных банков в мире, являющийся финансовым конгломератом, в кругу финансистов известен как «The Firm», занимается инвестиционным банкингом, торговлей ценными бумагами, инвестиционным менеджментом и другими финансовыми услугами, прежде всего, с институциональными клиентами. С 20 сентября 2013 года входит в промышленный индекс Доу Джонса. С 2011 года входит в число глобально системно значимых банков. Известен многим по фильму Адама МакКея «Игра на понижение».
Банк был основан в 1869 году, штаб-квартира находится в Нью-Йорке, в Нижнем Манхэттене.

## История
Компания была основана в 1869 году Маркусом Голдманом, школьным учителем из Баварии, в 1848 году эмигрировавшим в США. Первоначально его компания занималась операциями с векселями — скупала их у торговцев и перепродавала банкам. В 1882 году в компании начал работать зять Маркуса Голдмана, Сэмюэл Сакс, также иммигрант из Германии. В 1885 году компания была преобразована в партнёрство Goldman, Sachs & Co., когда в ней начали работать сын Маркуса Генри и ещё один зять, Людвиг Дрейфус. К этому времени направление деятельности изменилось, фирма начала оказывать посреднические и консультационные услуги компаниям в Провиденсе, Хартфорде, Бостоне и Филадельфии. В 1887 году были установлены отношения с британским торговым банком Kleinwort Sons, что позволило вывести деятельность Goldman, Sachs & Co. на международный уровень. В 1896 году фирма вышла на Нью-Йоркский фондовый рынок; в этом же году к партнёрству присоединился брат Сэмюэла Сакса Гарри. В 1906 году фирма провела первичное размещение акций (IPO) американской табачной компании United Cigar Manufacturers на сумму $4,5 млн, в том же году подобная операция была проведена и для компании Sears Roebuck. После этого Генри Голдман стал членом советов директоров обеих компаний; практика вводить партнёров Goldman, Sachs & Co. в советы директоров крупных клиентов продолжается до сих пор. Размещение акций стало одним из основных направлений деятельности партнёрства, некоторые из клиентов впоследствии стали крупными корпорациями, среди них The May Department Stores Company, F. W. Woolworth, Continental Can Company, B.F. Goodrich, Merck, H.J. Heinz, Pillsbury и General Foods.
Чтобы воспользоваться возможностями экономического подъёма после окончания Первой мировой войны в начале 1920-х годов была создана инвестиционная дочерняя компания Goldman Sachs Trading Corporation. В 1927 году партнёром стал Сидни Вейнберг (до этого партнёрами были только члены семьи Голдманов-Саксов), в 1930 году он возглавил фирму. Хотя Великая депрессия стала тяжёлым временем для Goldman Sachs, она дала возможность расшириться за счёт поглощения обанкротившихся конкурентов. Во время Второй мировой войны Сидни Вейнберг был членом Совета военного производства, правительственного агентства США, взявшего под контроль почти все производственные мощности страны, а также выпускавшее военные облигации.
В ноябре 1956 года Goldman Sachs осуществила первичное размещение акций, Ford Motor Company на сумму $700 млн. В 1960-х и 1970-х годах Goldman Sachs закрепилась в роли влиятельного финансового института, значительную роль в это время играло финансирование проектов, связанных с нефтедобычей. В 1981 году была поглощена компания J. Aron & Company, специализировавшейся на торговле драгметаллами и кофе, а также обменом валют, основным её регионом деятельности была Южная Америка. В следующем году был куплен лондонский торговый банк First Dallas, Ltd., переименованный в Goldman, Sachs, Ltd.
В 1980-х годах среди инвестиционных банков стали популярными новые формы работы, такие как выкуп контрольного пакета акций с помощью кредитов (англ. leveraged buyouts), что иногда оказывалось очень прибыльным. Однако Goldman Sachs оставалась верной более консервативным формам посреднических услуг, которые давали меньший доход, и фирма начала терять клиентов; к концу десятилетия начались сокращения персонала. Для увеличения капитала Goldman Sachs начала выпускать собственные привилегированные акции, которые распространялись среди банков и страховых компаний: в 1986 году долю в 12,5 % приобрёл японский Sumitomo Bank, в 1989 году ещё часть акций была продана консорциуму из 7 страховых компаний. Такие акции не давали права голоса, поэтому Goldman Sachs продолжала иметь форму партнёрства. В 1986 году была создана дочерняя компания Goldman Sachs Asset Management для управления инвестиционными фондами, также в этом году фирма вышла на фондовые биржи Лондона и Токио, провело IPO компании Microsoft и выступило посредником при поглощении RCA компанией General Electric.
В 1990 году фирма создала свой первый взаимный фонд, GS Capital Growth Fund, ориентированный на инвесторов со средним уровнем доходов (до этого фирма ориентировалась сугубо на крупных клиентов). В начале 1990-х годов Goldman Sachs стала одной из самых прибыльных компаний в мире, в 1993 году доналоговая прибыль составила $2,7 млрд, значительную роль в этом играло размещение японских ценных бумаг на американских рынках. Но обвал на рынке облигаций в 1994 году и падение курса доллара создали новые проблемы для фирмы, начались новые сокращения персонала и радикальное обновление состава партнёров, 50 из них были отправлены на пенсию (включая председателя Стивена Фридмана) и заменены 58 новыми. Во второй половине 1990-х годов были куплены несколько компаний по управлению активами. В 1997 году фирма осуществила IPO компании Yahoo.

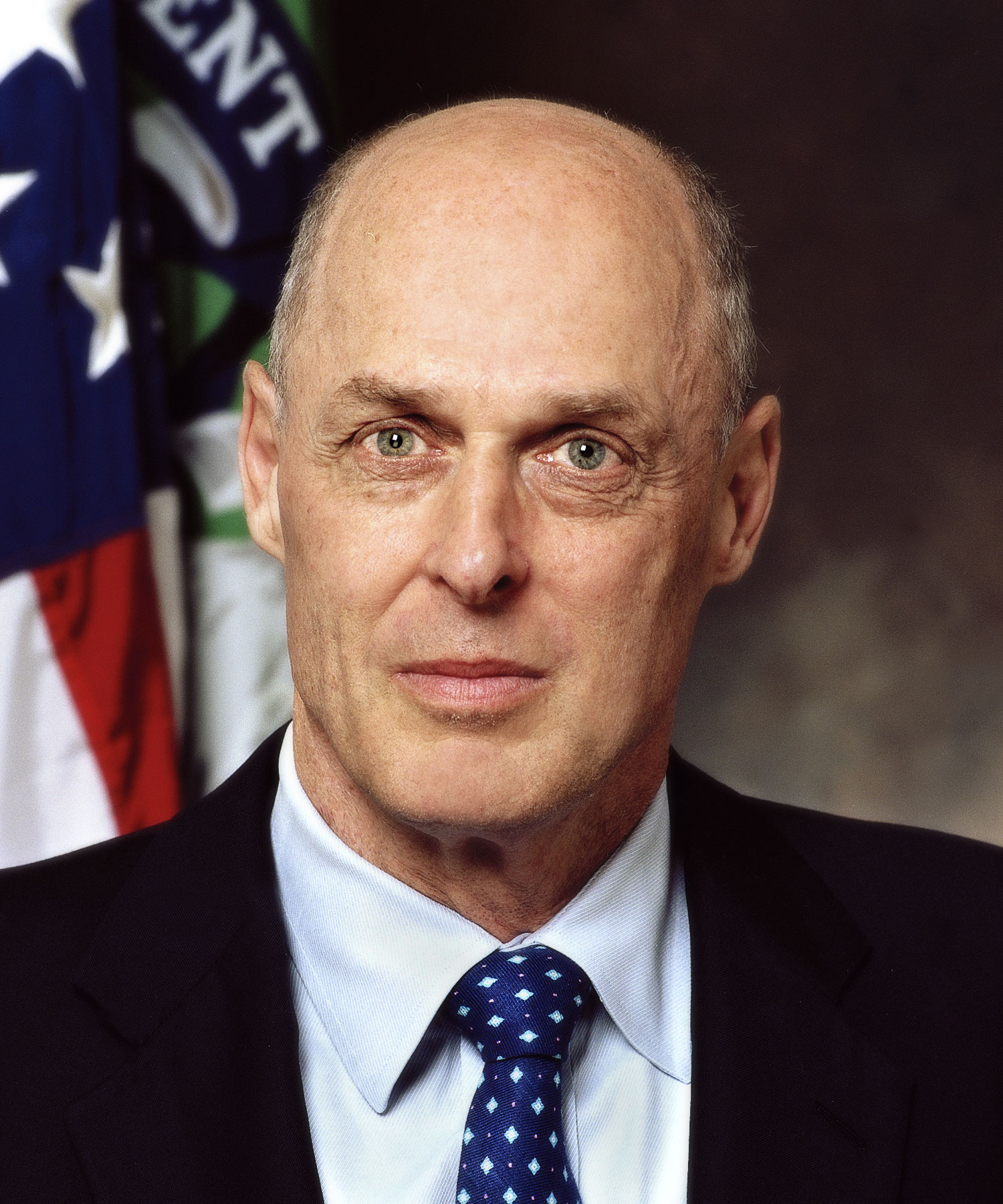
Генри Полсон, 74-й министр финансов США, член совета управляющих международного валютного фонда. Ранее служил в качестве председателя и главного исполнительного директора Goldman Sachs

Одним из наиболее важных событий в истории развития фирмы стало её собственное IPO, проходившее в 1999 году. На рынок была выведена лишь небольшая часть акций, примерно 48 % акций компании была распространена среди 221 бывших партнёров, 22 % находятся у сотрудников, не являвшихся партнёрами (включая бывших работников), 18 % находятся во владении долгосрочных инвесторов Sumitomo Bank Ltd. и Hawaii’s Kamehameha Activities Assn., соответственно, около 12 % акций банка были выведены непосредственно на рынок (на сумму $3,6 млрд). Название в связи с этим было изменено на The Goldman Sachs Group Inc. Увеличение капитала дало импульс для быстрого роста, было утроено число сотрудников, только в 2001 году $7 млрд потрачено на поглощения, крупнейшим из них было Spear, Leeds & Kellogg L.P., ведущий участник рынков (в частности NASDAQ), в 2002 году эта фирма была преобразована в дочернее общество Goldman, Sachs & Co. В 2001 году Goldman Sachs Group выступила посредником в 8 из 10 крупнейших слияний и была ведущим андеррайтером первичных размещений акций.
В 2006 году Goldman Sachs Group участвовал в первичном размещении «Роснефти» (хотя и не являлся банком-андеррайтером). Goldman Sachs принадлежит 962 тыс. акций Tesla и 30 % акций Burger King.
Роль Goldman Sachs в финансовом кризисе 2007—2008 годов была весьма неоднозначной. В IV финансовом квартале 2008 года Goldman Sachs компания впервые с момента проведения IPO в 1999 году понесла убыток в размере $2,1 млрд. Она получила страховку в размере $12 млрд от AIG (крупнейшую подобную выплату). В сентябре-октябре 2008 года на $10 млрд были проданы привилегированные акции Казначейству США и ещё на $5 млрд компании Berkshire Hathaway, также на $5 млрд простых акций было размещено на бирже. Уже в июне 2009 года были выкуплены акции у Казначейства, в 2011 году — у Berkshire Hathaway. В то же время спекуляции с ипотечными облигациями непосредственно перед началом кризиса были одним из направлений деятельности компании, и приносили немалый доход (а обвал рынка таких облигаций и послужил толчком к кризису).
21 сентября 2008 года The Goldman Sachs Group была перерегистрирована как банковская холдинговая компания. В 2011 году был закрыт крупнейший хедж-фонд компании, Global Alpha; он был основан в 1995 году, в 2007 году его активы под управлением достигали $11 млрд, но потом сократились до $1,7 млрд. В 2013 году Goldman Sachs Group провела размещение корпоративных облигаций Apple на сумму $17 млрд (совместно с Deutsche Bank). Также в этом году было проведено IPO компании Twitter.
9 октября 2018 года бывший личный помощник генерального директора банка Goldman Sachs Николас Де-Мейер покончил с собой. Николас Де-Мейер погиб в тот самый момент, когда должен был выступать с признательными показаниями в суде по делу о краже части коллекции редких вин у своего начальника.
В начале 2023 года компания запланировала самое масштабное сокращение сотрудников за свою историю. По данным новостного агентства Bloomberg, 11 января Goldman Sachs Group уволит 3200 сотрудников.

## Деятельность
Бизнес компании поделён на 4 ключевых подразделения: инвестиционное банковское дело, услуги институциональным клиентам, инвестиции и кредитование, управление активами.

### Инвестиционный банкинг
Инвестиционная деятельность банка (англ. Investment Banking) включает два основных направления, финансовую консультацию (слияния и поглощения, инвеститура, реструктурирование, отделение компаний от материнской) и андеррайтинг (публичные и частные размещения акций; ценные бумаги, конвертируемые в акции (депозитарные расписки), а также ценные бумаги, дающие право на покупку акций, например, опционы и варранты на акции; долговые инструменты).
Goldman Sachs — один из лидеров инвестиционного банковского дела. На рынке слияний и поглощений банк исторически заработал известность, советуя своим клиентам, как избежать враждебных поглощений. Этот сегмент деятельности приносит примерно 21 % выручки Goldman Sachs, на него приходится 10 % активов.

### Глобальные рынки
Подразделение глобальных рынков (англ. Global Markets) в основном занимается биржевой торговлей для крупных институциональных клиентов. Goldman Sachs присутствует на всех крупнейших фондовых, валютных и товарно-сырьевых биржах мира, как правило выступая в качестве посредника и маркетмейкера, однако в отдельных случаях выступает и как покупатель или продавец; также предоставляет финансирование компаниям через покупку их ценных бумаг (акций, облигаций) и выдачу кредитов. Этот сегмент делится на три направления: инвестиции с фиксированным доходом, а также валютная и товарная деятельность (торговля кредитными продуктами, валютные и товарные сделки), торговля ценными бумагами и инвестиционная деятельность. Это подразделение даёт 47 % выручки компании, на него приходится 76 % активов.

### Управление активами
Подразделение управления активами (англ. Asset Management) осуществляет управление активами для институциональных и крупных частных инвесторов; как правило, эти услуги предоставляются через независимых посредников. Это подразделение даёт 18 % выручки, на него приходится 8 % активов.

### Частный банкинг
Подразделение потребительского кредитования и управления частными капиталами (англ. Consumer & Wealth Management) осуществляет обслуживание крупных частных клиентов, включая управление активами, выдачу кредитов, прием депозитов, финансовые консультации. Данная деятельность даёт 13 % выручки компании, на подразделение приходится 9 % активов.
Goldman Sachs оказывает доверительное управление институциональным клиентам через дочерние компании Goldman Sachs Asset Management, L.P. с активами $800 млрд, Goldman Sachs Asset Management International Ltd. с активами $300 млрд
На конец 2018 года Goldman Sachs Group принадлежало акций других компаний на $315,18 млрд. По отраслям эти инвестиции распределялись следующим образом:
- финансовые компании — 31,85 %
- технологические компании — 20,62 %
- производители потребительских товаров (цикличных) — 10,24 %
- здравоохранение — 9,21 %
- промышленные компании — 8,08 %
- энергетика — 7,44 %
- производители потребительских товаров (нецикличных) — 4,3 %[21].

По стоимости пакетов акций наиболее значительны Apple ($6,8 млрд), Microsoft ($4,9 млрд), Amazon ($4,4 млрд), Alphabet (Class A $2,4 млрд + Class C $2 млрд), Alibaba Group ($4 млрд), Facebook ($3,6 млрд), Visa, Inc. ($2,9 млрд), Invesco ($2,4 млрд), Johnson & Johnson ($2,1 млрд), Energy Transfer ($2,1 млрд), JPMorgan Chase ($2 млрд), Cisco ($1,9 млрд), Merck & Co, Inc. ($1,8 млрд), Walt Disney Company ($1,8 млрд), Bank of America Corporation ($1,7 млрд), Exxon Mobil Corporation ($1,7 млрд), Berkshire Hathaway, Inc. ($1,6 млрд), Pfizer ($1,5 млрд), Intel ($1,5 млрд), Procter & Gamble ($1,4 млрд), Verizon Communications ($1,4 млрд), Enterprise Products Partners ($1,4 млрд), Comcast Corporation ($1,4 млрд), Boeing ($1,3 млрд), Starbucks ($1,3 млрд), Chevron Corporation ($1,2 млрд), MasterCard ($1,2 млрд), Taiwan Semiconductor ($1,1 млрд), AT&T ($1,1 млрд), Citigroup ($1,1 млрд), Union Pacific ($1,1 млрд).
Кроме этого значительные суммы компания вкладывает через инвестиционные фонды, управляемые BlackRock (в основном группа котируемых на бирже фондов iShares) и The Vanguard Group, Inc (эти инвестиции относятся к финансовой отрасли, хотя могут реинвестироваться фондами в любые другие отрасли).
В 2015 году Goldman Sachs занял 10-е место среди крупнейших инвестиционных компаний мира по размеру активов под управлением ($1,252 трлн).

### География деятельности
Географически деятельность группы делится на три региона: Америка (62 % выручки), Европа, Ближний Восток и Африка (24 % выручки), Азия (14 % выручки). Для Goldman Sachs приоритетным регионом являются США, из других стран значительно присутствие в Японии, Франции, Великобритании и Германии.

### Показатели деятельности
В структуре выручки на чистый процентный доход приходится небольшая (как для банка) доля, $4,8 млрд из $44,6 млрд в 2020 году, процентный доход составил $13,7 млрд, расход — $8,9 млрд. $15,5 млрд даёт маркетмейкинг, $9,1 млрд — инвестиционный банкинг, $6,9 млрд — управление активами, $3,5 млрд — комиссионные за посреднические услуги на биржах, $4,7 млрд — другие основные транзакции.
В структуре активов более трети занимают финансовые инструменты ($393,6 млрд из $1,163 трлн общей суммы активов на конец 2020 года), $155,8 млрд составляют наличные и высоколиквидные краткосрочные депозиты в других банках, $121,3 млрд — выданные кредиты и другая дебиторская задолженность, $250,2 млрд — обеспеченные соглашения (ценные бумаги, взятые взаймы или купленные с условием перепродажи). Из финансовых инструментов в собственности Goldman Sachs Group треть приходится на государственные облигации США ($138,5 млрд), на гособлигации других стран приходится $57,4 млрд, на акции компаний — $77,9 млрд, на корпоративные облигации — $31,4 млрд.
В структуре пассивов наибольшая категория — депозиты ($260 млрд), далее следуют необеспеченные долгосрочные заимствования ($213,5 млрд),  суммы, причитающиеся клиентам и другим лицам ($190,7 млрд).
| Год                    | 2000  | 2001  | 2002  | 2003  | 2004  | 2005  | 2006  | 2007  | 2008  | 2009  | 2010  | 2011  | 2012  | 2013  | 2014  | 2015  | 2016  | 2017  | 2018  | 2019  | 2020  |
| ---------------------- | ----- | ----- | ----- | ----- | ----- | ----- | ----- | ----- | ----- | ----- | ----- | ----- | ----- | ----- | ----- | ----- | ----- | ----- | ----- | ----- | ----- |
| Выручка                | 16,59 | 15,81 | 13,99 | 16,01 | 20,95 | 25,24 | 37,67 | 45,99 | 22,22 | 45,17 | 39,16 | 28,81 | 34,16 | 34,21 | 34,65 | 34,11 | 30,79 | 32,73 | 36,62 | 36,55 | 44,56 |
| Операционная прибыль   | 5,020 | 3,696 | 3,253 | 4,445 | 6,676 | 8,273 | 14,56 | 17,60 | 2,336 | 19,83 | 12,89 | 6,169 | 11,21 | 11,74 | 12,36 | 8,778 | 10,30 | 11,13 | 12,48 | 10,58 | 12,48 |
| Активы                 | 284,4 | 312,2 | 355,6 | 403,8 | 531,4 | 706,8 | 838,2 | 1120  | 884,5 | 848,9 | 911,3 | 923,2 | 938,6 | 911,5 | 855,8 | 861,4 | 860,2 | 916,8 | 931,8 | 993,0 | 1163  |
| Собственный капитал    | 16,53 | 18,23 | 19,00 | 21,63 | 25,08 | 28,00 | 35,79 | 42,80 | 64,37 | 70,71 | 77,36 | 70,38 | 75,72 | 78,47 | 82,80 | 86,73 | 86,89 | 82,24 | 90,19 | 90,30 | 91,78 |
| Активы под управлением | 294   | 351   | 348   | 373   | 452   | 532   | 676   | 868   | 779   | 955   | 917   | 895   | 965   | 1042  | 1178  | 1252  | 1379  | 1494  | 1542  | 1859  |       |
| Сотрудников, тыс. чел. | 22,63 | 22,68 | 19,74 | 19,48 | 21,74 | 27,5  | 30,9  | 35,5  | 34,5  | 32,5  | 35,7  | 33,3  | 32,4  | 32,9  | 31,6  | 34    | 32,4  | 33,6  | 36,6  | 38,3  | 40,5  |

### Goldman Sachs в России
Представительство банка в Москве действует с 1998 года. В 2008 году был открыт и начал действовать в соответствии с банковской лицензией ЦБ РФ Голдман Сакс Банк в форме общества с ограниченной ответственностью с уставным капиталом 1 млрд. 450 млн рублей. Лицензия предусматривает осуществление банковских операций со средствами в рублях и иностранной валюте (без права привлечения во вклады денежных средств физических лиц).
В Российской Федерации Goldman Sachs представлен также обществом с ограниченной ответственностью «Голдман Сакс», которое является профессиональным участником рынка ценных бумаг, осуществляя деятельность в качестве брокера и дилера.

## Руководство
Хронология председателей совета директоров:
- 1869—1904 — Маркус Голдман (Marcus Goldman, 1821—1904) — основатель компании
- 1894—1928 — Сэмюэл Сакс (Samuel Sachs, 1851—1935) — зять основателя
- 1930—1969 — Сидни Вейнберг (Sidney James Weinberg, 1891—1969)
- 1969—1976 — Густав Леви (Gustave «Gus» Levy, 1910—1976)
- 1976—1985 — Джон Уайтхед (John Cunningham Whitehead, 1922—2015) — сопредседатель, также был зам. госсекретаря США, (1985—1989), председателем Федерального резервного банка Нью-Йорка
- 1976—1990 — Джон Вейнберг (John Livingston Weinberg, 1925—2006) — сопредседатель, сын Сидни Вейнберга
- 1990—1992 — Роберт Рубин (Robert Edward Rubin, род. 29 августа 1938 года) — министр финансов США (1995—1999), председатель Citigroup (с 2007 года)
- 1992—1994 — Стивен Фридман (Stephen Friedman, род. 21 декабря 1937 года) — также был председателем Федерального резервного банка Нью-Йорка (2008—2009) и президентского совета внешней разведки (2005—2009)
- 1994—1998 — Джон Корзин (Jon Stevens Corzine, род. 1 января 1947 года) — сенатор от штата Нью-Джерси (2001—2006) и губернатор штата Нью-Джерси (2006—2010)
- 1999—2006 — Генри Полсон (Henry Merritt Paulson Jr., род. 28 марта 1946 года) — министр финансов США (2006—2009)
- 2006—2018 — Ллойд Бланкфейн (Lloyd Craig Blankfein, род. 15 сентября 1954 года)

Действующее руководство:
- Ллойд Бланкфейн — заслуженный председатель совета директоров, председатель совета директоров с 2006 по 2018 год.
- Дэвид Соломон (David M. Solomon) — председатель совета директоров (с января 2019 года) и главный исполнительный директор (с октября 2018 года)[30].

Члены правления:
- Джон Уолдрон (John E. Waldron) — президент и главный операционный директор с октября 2018 года, в компании с 2000 года;
- Ричард Гнодд (Richard J. Gnodde) — вице-председатель, в компании с 1987 года;
- Мартин Чавес (R. Martin Chavez) — вице-председатель и глава отдела ценных бумаг с ноября 2018 года, в компании с 1993 года;
- Стивен Шер (Stephen M. Scherr) — главный финансовый директор и вице-президент с ноября 2018 года, в компании с 1993 года;
- Карен Сеймур (Karen P. Seymour) — вице-президент, секретарь и юрисконсульт с января 2018 года, до этого была партнёром в юридической фирме Sullivan & Cromwell LLP;
- Грегори Палм (Gregory K. Palm) — вице-президент с 1999 года и юрисконсульт с 1992 года;
- Дейн Холмс (Dane E. Holmes) — вице-президент, глава отдела по работе с кадрами с января 2018 года;
- Джон Роджерс (John F. W. Rogers) — вице-президент (с 2011 года), начальник штата и секретарь совета директоров (с 2001 года), в компании с 1994 года;
- Сара Смит (Sarah G. Smith) — вице-президент, глава отдела отчётности с марта 2017 года;

Независимые члены совета директоров:
- Адебайо Огунлеси (Adebayo O. Ogunlesi) — ведущий независимый директор с 2014 года, председатель Global Infrastructure Partners (частной компании, инвестирующей в инфраструктурные проекты по всему миру, с 2006 года), до этого работал в Credit Suisse;
- Дэвид Виниар (David A. Viniar) — директор с 2013 года;
- Мишель Бёрнс (M. Michele Burns) — независимый директор с 2011 года;
- Дрю Фауст (Drew G. Faust) — независимый директор с 2018 года, ранее занимал различные посты в Гарвардском университете (включая пост президента) и Университете Пенсильвании;
- Марк Флахерти (Mark A. Flaherty) — независимый директор с 2014 года, ранее работал в Wellington Management Company, включая пост вице-председателя (2011—2012);
- Эллен Кульман (Ellen J. Kullman) — независимый директор с 2016 года, до этого возглавляла DuPont (2009—2015);
- Лакшми Миттал (Lakshmi Mittal) — независимый директор с 2008 года, глава ArcelorMittal;
- Питер Оппенхаймер (Peter Oppenheimer) — независимый директор с 2014 года, ранее был вице-президентом и главным финансовым директором Apple (2004—2014);
- Марк Уинклман (Mark O. Winkelman) — независимый директор с 2014 года, также член совета директоров Anheuser-Busch InBev.

## Акционеры
На апрель 2019 года компания Goldman Sachs выпустила 367 млн акций, 70 % из них находилось у институциональных инвесторов; крупнейшие из них:
| Название акционера                   | Количество акций, млн | Процент | Стоимость пакета акций |
| ------------------------------------ | --------------------- | ------- | ---------------------- |
| The Vanguard Group, Inc.             | 24,939                | 6,80    | $6,66 млрд             |
| BlackRock, Inc.                      | 22,324                | 6,08    | $6,2 млрд              |
| State Street Corporation             | 21,096                | 5,75    | $5,64 млрд             |
| Berkshire Hathaway, Inc.             | 18,354                | 5,00    | $4,9 млрд              |
| Massachusetts Financial Services Co. | 10,686                | 2,91    | $2,85 млрд             |
| Dodge & Cox                          | 10,672                | 2,91    | $2,85 млрд             |
| Eagle Capital Management             | 5,705                 | 1,55    | $1,52 млрд             |
| Capital International Investors      | 4,883                 | 1,33    | $1,3 млрд              |
| Jennison Associates LLC              | 4,711                 | 1,28    | $1,25 млрд             |
| Northern Trust Corporation           | 4,302                 | 1,17    | $1,15 млрд             |
| Geode Capital Management             | 4,292                 | 1,17    | $1,15 млрд             |
| Bank of America Corporation          | 4,119                 | 1,12    | $1,1 млрд              |
| Morgan Stanley                       | 4,027                 | 1,10    | $1,08 млрд             |
| Greenhaven Associates, Inc.          | 3,353                 | 0,91    | $0,89 млрд             |
| Bank of New York Mellon Corporation  | 3,298                 | 0,90    | $0,88 млрд             |

## Критика
Во время Мирового финансового кризиса журнал «Rolling Stone» назвал банк «гигантским спрутом-кровопийцей, опутавшим своими щупальцами человечество, без устали вгрызающимся окровавленной пастью во все, чей запах похож на запах денег». Как отмечает «Время новостей», «Goldman Sachs, выходцы из которого образуют целый класс в высших эшелонах власти экономической Америки, — традиционный объект для подозрений во всевозможных заговорах против простых американцев и всего мира».
В апреле 2010 года Комиссия по ценным бумагам и биржам (SEC) подала против банка гражданский иск, обвинив его в мошенничестве с ценными бумагами. По сведениям SEC, в 2004—2007 годах, во время бума на кредитном рынке Goldman Sachs предлагал клиентам продукт Abacus — синтетические облигации, которые были обеспечены ипотечными кредитами и кредитами сектору коммерческой недвижимости. Регулятор американского рынка ценных бумаг утверждает, что этот продукт был разработан хедж-фондом Джона Полсона, который одновременно играл на падении рынка недвижимости, что влекло за собой существенные риски для клиентов банка. Известия об иске повлекли за собой паническую распродажу акций Goldman Sachs: за 16 апреля 2010 года курс его акций снизился на 12,79 %. Позднее стало известно, что подобными схемами не брезговали и другие банки, в частности, Deutsche Bank. Премьер-министр Великобритании Гордон Браун заявил, что «шокирован моральным банкротством» Goldman Sachs и потребовал от британского регулятора провести расследование подобной деятельности. В итоге банк, чтобы урегулировать дело об обмане клиентов, согласился выплатить $550 млн.
В марте 2012 года широкий резонанс вызвала заметка «Почему я ухожу из Goldman Sachs» (Why I Am Leaving Goldman Sachs) бывшего сотрудника банка, работавшего руководителем среднего звена, Грега Смита, в The New York Times. В своей статье Смит обвинял руководство Goldman Sachs в игнорировании интересов клиентов, погоне за наживой любой ценой и полном отступлении от норм корпоративной культуры. По его словам, для банка стало обычным делом убеждение клиентов покупать инструменты, от которых сам банк желает избавиться, вынуждение работать с инструментами, приносящими наибольшую прибыль именно банку. Клиентов, по словам Смита, в банке называют «маппетами» (от названия персонажей Muppet Show).
В 2012 году банк заплатил 100 тысяч долларов консалтинговой компании Duberstein, чтобы та лоббировала в Сенате США отказ от принятия Закона Магнитского. Есть предположение, что таким образом банк хочет защитить вклады своих российских клиентов. В 2022 году Goldman Sachs ушла из России вследствие нападения её на Украину.

## Штаб-квартира и другая недвижимость

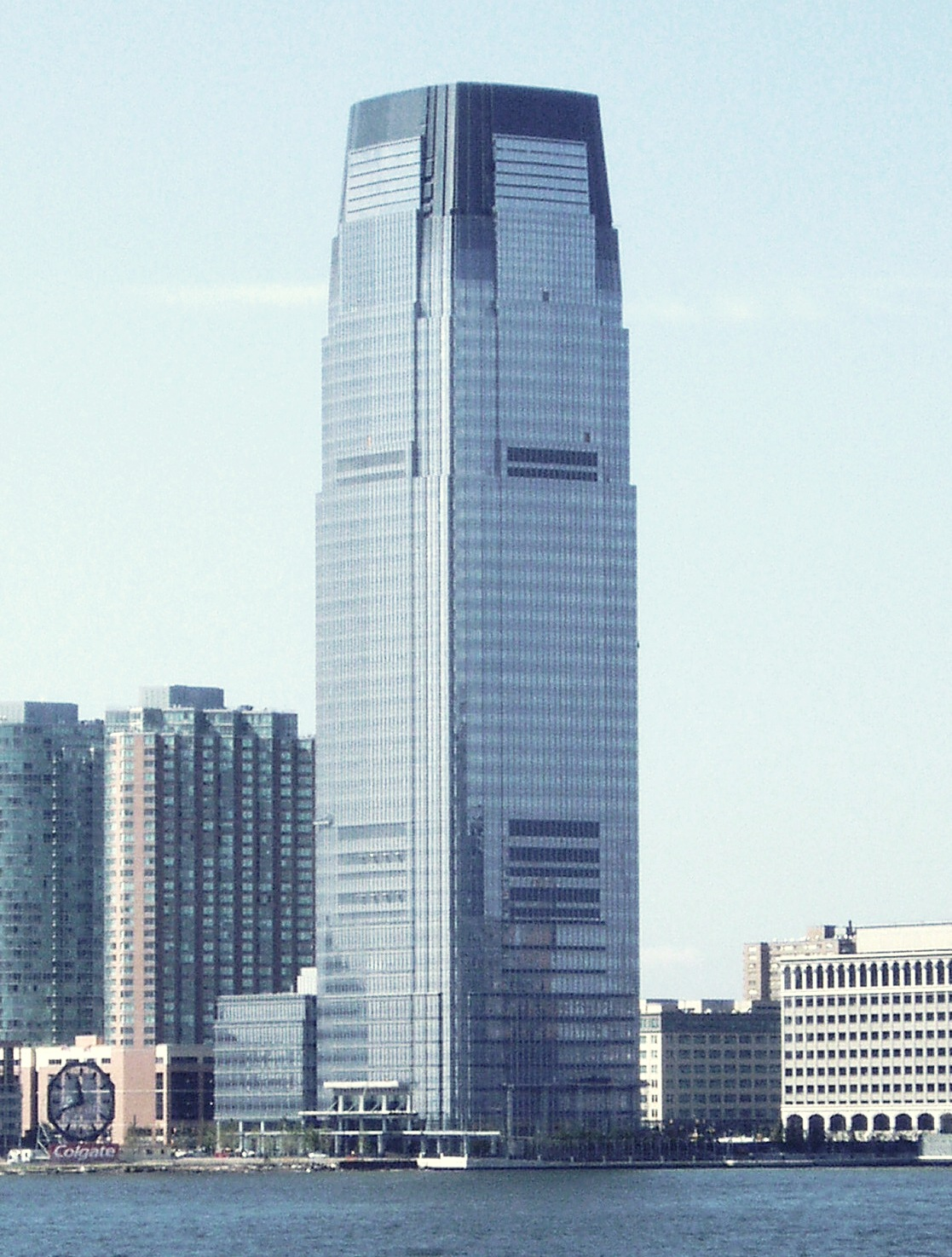
Небоскрёб 30 Hudson Street

Штаб-квартира находится в Нью-Йорке по адресу 200 West Street, New York, New York, это небоскрёб с общей офисной площадью около 195 тысяч м².
Ещё один небоскрёб, 30 Hudson Street, высотой 238 метров, является самым высоким зданием города Джерси-Сити и штата Нью-Джерси с 2004 года по настоящее время; его офисная площадь составляет 149 тысяч м2. Компании принадлежит или арендована и другая офисная недвижимость в США общей площадью 241,5 тысяч м2.
Региональная штаб-квартира для Европы, Ближнего Востока и Африки находится в Лондоне (Peterborough Court). Для Азиатско-Тихоокеанского региона имеются две штаб-квартиры, в Токио (Roppongi Hills Mori Tower) и Гонконге (Cheung Kong Center).

## Дочерние компании
Основные дочерние компании на конец 2018 года:
- The Goldman Sachs Group, Inc. (Делавэр)
  - Goldman Sachs & Co. LLC (Нью-Йорк)
  - Goldman Sachs Paris Inc. et Cie (Франция)
  - Goldman Sachs Funding LLC (Делавэр)
    - GS European Funding S.a r.l. (Люксембург)

  - Goldman, Sachs & Co. Wertpapier GMBH	(Германия)
  - Goldman Sachs (UK) L.L.C. (Делавэр)
    - Goldman Sachs Group UK Limited (Великобритания)
      - Goldman Sachs International Bank (Великобритания)
      - Goldman Sachs International (Великобритания)
      - Goldman Sachs Asset Management International (Великобритания)
      - Goldman Sachs Group Holdings (U.K.) Limited (Великобритания)
        - ELQ Investors VIII Ltd (Великобритания)
          - Titanium UK Holdco 1 Limited (Великобритания)
            - Titanium Luxco 2 S.A R.L. (Люксембург)

  - J. Aron & Company LLC (Нью-Йорк)
    - Horizon Fundo De Investimento Multimercado Credito Privado — Investimento No Exterior (Бразилия)
      - Horizon Fund (Острова Кайман)

  - GSAM Holdings LLC (Делавэр)
    - Goldman Sachs Asset Management, L.P. (Делавэр)
      - Goldman Sachs Asset Management International Holdings L.L.C. (Делавэр)
        - Goldman Sachs Asset Management Co., Ltd. (Япония)

    - GSAM Holdings II LLC (Делавэр)
      - Goldman Sachs Private Equity Group Master Fund VI, LLC (Делавэр)

  - Goldman Sachs (Asia) Corporate Holdings L.L.C. (Делавэр)
    - Goldman Sachs Holdings (Asia Pacific) Limited (Гонконг)
      - Goldman Sachs (Japan) Ltd. (Британские Виргинские острова)
        - Goldman Sachs Japan Co., Ltd. (Япония)

    - Goldman Sachs Holdings (Hong Kong) Limited (Гонконг)
      - Goldman Sachs (Asia) Finance (Маврикий)
      - Goldman Sachs Holdings (Singapore) PTE. Ltd. (Сингапур)
        - International Equity Investments (Singapore) PTE. Ltd. (Сингапур)

      - Goldman Sachs Holdings ANZ Pty Limited (Австралия)
        - Goldman Sachs Financial Markets Pty Ltd (Австралия)
        - Goldman Sachs Australia Group Holdings Pty Ltd (Австралия)
          - Goldman Sachs Australia Capital Markets Limited (Австралия)
            - Goldman Sachs Australia Pty Ltd (Австралия)

  - GS Lending Partners Holdings LLC (Делавэр)
    - Goldman Sachs Lending Partners LLC (Делавэр)

  - Goldman Sachs Bank USA (Нью-Йорк)
    - Goldman Sachs Mortgage Company (Нью-Йорк)

  - GS Financial Services II, LLC (Делавэр)
    - GS Funding Europe III Ltd. (Великобритания)
      - GS Funding Europe VI Ltd. (Великобритания)
        - GS Funding Europe (Великобритания)
          - GS Funding Europe I Ltd. (Острова Кайман)
            - GS Funding Europe II Ltd. (Острова Кайман)
              - GS Funding Europe V Limited (Великобритания)

  - GSSG Holdings LLC (Делавэр)
    - Goldman Sachs Specialty Lending Holdings, Inc. (Делавэр)
    - Special Situations Investing Group II, LLC (Делавэр)
    - Special Situations Investing Group III, Inc. (Делавэр)
      - GS Asian Venture (Delaware) L.L.C. (Делавэр)
        - Asia Investing Holdings Pte. Ltd. (Сингапур)
          - Mercer Investments (Singapore) PTE. Ltd. (Сингапур)

        - Austreo Commercial Ventures PTY Ltd. (Австралия)

    - GSFS Investments I Corp. (Делавэр)
    - ELQ Holdings (Del) LLC (Делавэр)
      - ELQ Holdings (UK) Ltd (Великобритания)
        - ELQ Investors VI Ltd (Великобритания)
        - ELQ Investors IX Ltd (Великобритания)
          - ELQ Investors II Ltd (Великобритания)

      - Hummingbird B.V. (Нидерланды)

    - Special Situations Investing Group, Inc. (Делавэр)

  - GS Diversified Funding LLC (Делавэр)
    - Hull Trading Asia Limited (Гонконг)
      - Goldman Sachs LLC (Маврикий)

  - MTGLQ Investors, L.P. (Делавэр)
  - Broad Street Principal Investments Superholdco LLC (Делавэр)
    - Broad Street Principal Investments, L.L.C. (Делавэр)
      - BSPI Holdings, L.L.C. (Делавэр)
        - Broad Street Investments Holding (Singapore) PTE. Ltd (Сингапур)

      - Broad Street Principal Investments Holdings, L.P. (Делавэр)

    - Broad Street Credit Holdings LLC (Делавэр)
    - GS Fund Holdings, L.L.C. (Делавэр)

  - Murray Street Corporation (Делавэр)
    - Sphere Fundo De Investimento Multimercado — Investimento No Exterior Credito Privado (Бразилия)

  - Goldman Sachs PSI Global Holdings, LLC (Делавэр)